# Кудесник за рулём
«Кудесник за рулём» (пол. Motodrama) — польская кинокомедия 1971 года. Название «Кудесник за рулём» фильму присвоено в советском прокате.

## Сюжет
Почтового служащего Яцека не интересует ничего, кроме рыбалки. Но однажды случайность заставила его бросить удочку и включиться в мотогонку. Неожиданно Яцек приходит к финишу первым, и с этого момента попадает в мир большого спорта. Победы следуют одна за другой, на Яцека обрушиваются награды, деньги, внимание прессы и девушек, за ним охотятся спортивные клубы и рекламодатели. Мотогонщик и раллист Яцек становится национальным героем, его слава выходит за пределы Польши, звёздная болезнь прогрессирует — и на ее пике наваждение рассеивается и всё вдруг возвращается к исходной точке: Яцек дремлет с удочкой на берегу реки, а издалека доносится шум приближающейся мотогонки.

## В ролях
- Яцек Федорович — Яцек
- Кристина Сенкевич — Крыся, невеста Яцека
- Кристина Борович — Грася
- Ига Цембжиньская — официальный представитель заморского концерна «Кивасака»
- Роман Клосовский — председатель федерации
- Артур Млодницкий — старик
- Казимеж Вихняж — шеф автоспорта
- Ежи Добровольский — председатель мотоклуба
- Богдан Лазука — гонщик Выскробек / гонщик из Патагонии / «похожий» / милиционер
- Болеслав Абарт — гонщик
- Александер Фогель — сторож
- Агнешка Фиткау — кассирша
- Павел Галя — «диверсант»
- Эва Камас — кассирша
- Ирена Карел — горничная Ружа
- Эугениуш Куявский — механик
- Здзислав Кузняр — член патагонского экипажа
- Элиаш Куземский — механик
- Здзислав Маклакевич — репортер
- Анджей Мрозек — инженер
- Марек Перепечко — водитель грузовика
- Эва Шикульская — Эвка, собирательница автографов
- Йоланта Зыкун — Йолка, собирательница автографов
- Богдан Томашевский, известный польский журналист, спортивный комментатор и писатель — камео
- Кароль Щециньский, известный польский кинодокументалист, режиссер и оператор — камео
- Данута Водыньская — служащая почты
- Ядвига Анджеевская — клиент на почте